# Just Between You and Me (canción de April Wine)
«Just Between You and Me» es una canción que fue escrita por Myles Goodwyn y es un sencillo de la banda de rock canadiense April Wine, del álbum The Nature of the Beast publicado en 1981.  La canción estuvo entre los primeros 25 lugares de las listas estadounidenses  y se posicionó en el número 13 de la CHUM Chart de Canadá.
El vídeo musical de la canción fue el decimocuarto vídeo transmitido en el primer día de emisión de MTV (1 de agosto de 1981)

## Formación
- Myles Goodwyn - voz y guitarra[1]
- Brian Greenway - guitarra y coros
- Gary Moffet - guitarra y coros
- Steve Lang - bajo y coros
- Jerry Mercer - batería y coros

## Posicionamiento
| Listas (1981)         | Máxima posición |
| --------------------- | --------------- |
| Billboard Hot 100     | 21              |
| Billboard Rock Tracks | 11              |
| CHUM Chart, Canadá    | 13              |